# Merla d'aigua gorja-roja
La merla d'aigua gorja-rojao merla d'aigua de gola taronja (Cinclus schulzii) és una espècie d'ocell de la família dels cínclids (Cinclidae) que habita els corrents fluvials dels Andes, al sud-est de Bolívia i nord-oest de l'Argentina.